# Scrimă la Universiada de vară din 2013
Probele de scrimă la Universiada de vară din 2013 s-au desfășurat între 6 și 12 iulie la sala interioară din complexul ecvestru și la școala de scrimă de la Kazan, Rusia.

## Tabloul medaliilor
| Loc   | Țară          | Aur | Argint | Bronz | Total |
| ----- | ------------- | --- | ------ | ----- | ----- |
| 1     | Rusia         | 6   | 1      | 4     | 11    |
| 2     | Coreea de Sud | 2   | 3      | 0     | 5     |
| 3     | Franța        | 2   | 0      | 3     | 5     |
| 4     | China         | 1   | 2      | 0     | 3     |
| 5     | Ucraina       | 1   | 0      | 2     | 3     |
| 6     | Italia        | 0   | 5      | 4     | 9     |
| 7     | Kazahstan     | 0   | 1      | 1     | 2     |
| 8     | Olanda        | 0   | 0      | 1     | 1     |
| 8     | Polonia       | 0   | 0      | 1     | 1     |
| 8     | România       | 0   | 0      | 1     | 1     |
| 8     | Elveția       | 0   | 0      | 1     | 1     |
| Total | Total         | 12  | 12     | 18    | 42    |

## Rezultate

### Masculin
| Probă             | Aur                                                                                 | Argint                                                                                      | Bronz                                                                              |
| Individual épée   | Dong Chao (CHN)                                                                     | Ruslan Kurbanov (KAZ)                                                                       | Max Heinzer (SUI)                                                                  |
| Individual épée   | Dong Chao (CHN)                                                                     | Ruslan Kurbanov (KAZ)                                                                       | Tristan Tulen (NED)                                                                |
| Individual sabre  | Kamil Ibraghimov (RUS)                                                              | Luigi Angelo Miracco (ITA)                                                                  | Massimiliano Murolo (ITA)                                                          |
| Individual sabre  | Kamil Ibraghimov (RUS)                                                              | Luigi Angelo Miracco (ITA)                                                                  | Veniamin Reșetnikov (RUS)                                                          |
| Individual foil   | Aleksei Ceremisinov (RUS)                                                           | Son Young-Ki (KOR)                                                                          | Edoardo Luperi (ITA)                                                               |
| Individual foil   | Aleksei Ceremisinov (RUS)                                                           | Son Young-Ki (KOR)                                                                          | Daniele Garozzo (ITA)                                                              |
| Spadă pe echipe   | Franța · Alexandre Blaszyck · Yannick Borel · Alex Fava · Daniel Jerent             | China · Chen Yadong · Dong Chao · Jiang Chenyang · Li Hua                                   | Kazahstan · Dmitri Aleksanin · Elmir Alimjanov · Dmitri Griaznov · Ruslan Kurbanov |
| Floretă pe echipe | Rusia · Artur Ahmathuzin · Aleksei Ceremisinov · Renal Ganeev · Aleksei Hovanski    | Italia · Tobia Biondo · Alessio Foconi · Daniele Garozzo · Edoardo Luperi                   | Franța · Benoît Journet · Enzo Lefort · Vincent Simon · Jean-Paul Tony Helissey    |
| Sabie pe echipe   | Rusia · Kamil Ibraghimov · Nikolai Kovaliov · Nikita Proskura · Veniamin Reșetnikov | Italia · Francesco Darmiento · Luigi Angelo Miracco · Massimiliano Murolo · Riccardo Nuccio | Franța · Fabien Ballorca · Tristan Laurence · Romain Miramon Choy · Arthur Zatko   |

### Feminin
| Probă             | Aur                                                                                  | Argint                                                                                      | Bronz                                                                                   |
| Spadă             | Shin A-lam (KOR)                                                                     | Sun Yiwen (CHN)                                                                             | Marie-Florence Candassamy (FRA)                                                         |
| Spadă             | Shin A-lam (KOR)                                                                     | Sun Yiwen (CHN)                                                                             | Simona Pop (ROU)                                                                        |
| Floretă           | Inna Deriglazova (RUS)                                                               | Larisa Korobeinikova (RUS)                                                                  | Alice Volpi (ITA)                                                                       |
| Floretă           | Inna Deriglazova (RUS)                                                               | Larisa Korobeinikova (RUS)                                                                  | Diana Iakovleva (RUS)                                                                   |
| Sabie             | Olha Harlan (UKR)                                                                    | Kim Ji-yeon (KOR)                                                                           | Ekaterina Diacenko (RUS)                                                                |
| Sabie             | Olha Harlan (UKR)                                                                    | Kim Ji-yeon (KOR)                                                                           | Halîna Pundîk (UKR)                                                                     |
| Spadă pe echipe   | Franța · Marie-Florence Candassamy · Joséphine Coquin · Auriane Mallo · Lauren Rembi | Coreea de Sud · Choi Eun-sook · Choi In-jeong · Shin A-lam ·                                | Ucraina · Anastasia Ivcenko · Olena Krîvîțka · Kseniia Pantelieieva · Anfisa Pocikalova |
| Floretă pe echipe | Rusia · Iulia Biriukova · Inna Deriglazova · Larisa Korobeinikova · Diana Iakovleva  | Italia · Valentina de Costanzo · Francesca Palumbo · Alice Volpi · Martina Batini           | Polonia · Marta Lyczbinska · Monika Paliszewska · Emilia Rygielska · Martyna Synoradzka |
| Sabie pe echipe   | Coreea de Sud · Kim Ji-yeon · Lee Ra-jin · Lee Woo-ree                               | Italia · Benedetta Baldini · Martina Petraglia · Lucrezia Sinigaglia · Loreta Maria Gulotta | Rusia · Ekaterina Diacenko · Iana Egorian · Dina Galiakbarova · Iulia Gavrilova         |